# Ein starkes Team: Eine Tote zuviel
Eine Tote zuviel ist ein deutscher Fernsehfilm von Maris Pfeiffer aus dem Jahr 2012. Es handelt sich um die 52. Folge der Krimiserie Ein starkes Team mit Maja Maranow und Florian Martens in den Hauptrollen.
Als Gaststars treten Katerina Medvedeva, Thomas Thieme, Bernd Stegemann, Valerie Koch, Hans-Jochen Wagner, Jean-Yves Berteloot und Petra Kleinert auf.

## Handlung
Kriminalhauptkommissarin Verena Berthold und Kollege Otto Garber haben den Tod einer Frau aufzuklären, die vom Dach eines Hochhauses gestürzt ist. Anhand des Personalausweises, den das Opfer bei sich trug, handelt es sich um die 35-jährige Barbara Krosanke. Unter der angegebenen Adresse lebt tatsächlich eine Frau dieses Namens, aber sie ist nicht tot. Die Ermittler stehen vor einem Rätsel. Eine Rücksprache mit Moritz Anderson von der Ausländerbehörde bringt zu Tage, dass es sich bei dem Opfer um Lisa Markovich handelt, eine Weißrussin, die ohne Aufenthaltsgenehmigung in Berlin lebte und bis vor kurzem illegal bei der Gebäudereinigung Helmes arbeitete. Anderson ist durchaus bekannt, dass Helmes illegal Osteuropäer beschäftigt, was er ihm seit langem nachzuweisen versucht. Bisher haben Razzien leider nicht den erhofften Erfolg erzielt. Erst die Ermittlungen wegen des Mordes an Lisa Markovich können die gewünschten Beweise gegen den Unternehmer erbringen, den Mord jedoch damit noch nicht aufklären.
Dazu werten die Beamten die Aufnahmen der Überwachungskamera in der Tiefgarage aus. Neben Helmes war auch der Arzt Husam Abid zur Tatzeit im Haus. Nachdem die Ermittler über ihn recherchieren, finden sie heraus, dass er seinerzeit Kasimir Markovich, den Ehemann des Opfers, bei der Ausländerbehörde denunziert hatte, woraufhin Markovich Deutschland verlassen musste, was zur Folge hatte, dass er in seiner Heimat als Regimegegner sehr bald zu Tode kam. Um dem Arzt den Mord an Lisa Markovich nachweisen zu können, stellen die Ermittler Abid eine Falle. Tatjana Pavlowa, eine gute Freundin des Opfers, die ebenfalls noch illegal in Berlin ist und auf ein Bleiberecht hofft, erklärt sich bereit, dem Verdächtigen als Lockvogel ein Geständnis abzuringen. Sie kontaktiert ihn und gibt vor, die Akte zu besitzen, aus der ersichtlich ist, dass er als Denunziant anderer sich selbst Vorteile für sein Bleiberecht erschlichen hatte. Das Vorhaben gelingt und Abid gibt zu, Lisa Markovich im Streit in die Tiefe gestoßen zu haben. Es sei ein Unfall gewesen und keinerlei Absicht. Als er bemerkt, dass ihm niemand diese Version abnimmt, springt er vom Dach des Hochhauses in den Tod.
Tatjana Pavlowa wird ihr Wunsch nach einer Aufenthaltsgenehmigung unverhofft erfüllt, als sich Teamchef Reddemann in sie verliebt und Tatjana spontan heiratet.

## Hintergrund
Eine Tote zuviel wurde in Berlin gedreht und am 2. Mai 2012 im ZDFneo erstausgestrahlt.
Sputnik, dessen Rolle als Geschäftsmann in der Serie als ein Running Gag angelegt ist, eröffnet in dieser Folge eine „Ruheoase“, wo gestresste Berliner stundenweise Ruhe und Schlaf finden sollen. Dafür macht er sogar Werbung im Fernsehen und nutzt dafür unerlaubt Aufnahmen von Otto Garber.

## Kritik
Die Kritiker der Fernsehzeitschrift TV Spielfilm vergaben die beste Wertung (Daumen nach oben), meinten, „einmal mehr legt die Krimireihe den Finger in die Wunde einer krankenden Gesellschaft mit einem obszönen Ausbeutungssystem, in dem es keine barmherzigen Samariter […], aber viele Tausende Verlierer gibt“. Als nervig wurde „‚Dauergast‘ Sputnik alias Jaecki Schwarz“ empfunden. Das Fazit lautete: „Menschlich vorbildlich: Das Team hat ein Herz“.